# Coenosia angulipunctata
Coenosia angulipunctata är en tvåvingeart som beskrevs av Xue, Wang och Zhang 1992. Coenosia angulipunctata ingår i släktet Coenosia och familjen husflugor.
Artens utbredningsområde är Shanxi (Kina). Inga underarter finns listade i Catalogue of Life.